# (32710) 4063 T-2
4063 T-2 (asteroide 32710) é um asteroide da cintura principal. Possui uma excentricidade de 0.13729210 e uma inclinação de 7.62834º.
Este asteroide foi descoberto no dia 29 de setembro de 1973 por Cornelis Johannes van Houten e Ingrid van Houten-Groeneveld e Tom Gehrels em Palomar.